# Nepeta ludlow-hewittii
Nepeta ludlow-hewittii là một loài thực vật có hoa trong họ Hoa môi. Loài này được Blakelock mô tả khoa học đầu tiên năm 1949 publ. 1950.